# Skinhead Girl
Skinhead Girl è un album in studio del gruppo musicale britannico The Specials, pubblicato nel 2000.

## Il disco
Si tratta di un disco di cover di canzoni dell'etichetta Trojan Records.

## Tracce
1. I Can't Hide (Ken Parker) - 3:32
2. Blam Blam Fever (Carl Grant, V. Grant) - 3:25
3. Jezebel (Wayne Shanklin) - 2:43
4. El Pussycat Ska (Roland Alphonso, Clement Dodd) - 3:40
5. Soldering (Ewart Beckford) - 4:06
6. You Don't Know Like I Know (Isaac Hayes, David Porter) - 2:36
7. Memphis Underground (Herbie Mann) - 3:56
8. If I Didn't Love You (Eric "Monty" Morris) - 3:42
9. Them a Fe Get a Beatin' (Peter Tosh) - 3:28
10. Napoleon Solo (Hopeton Lewis) - 3:09
11. Skinhead Girl (Monty Neysmith) - 3:31
12. Fire Corner (Clancy Eccles) - 3:47
13. Bangerang Crash (Eccles) - 3:04
14. I Want to Go Home (Derrick Morgan) - 2:39
15. Old Man Say (Eccles) - 2:46